# 1969年东巴基斯坦起义

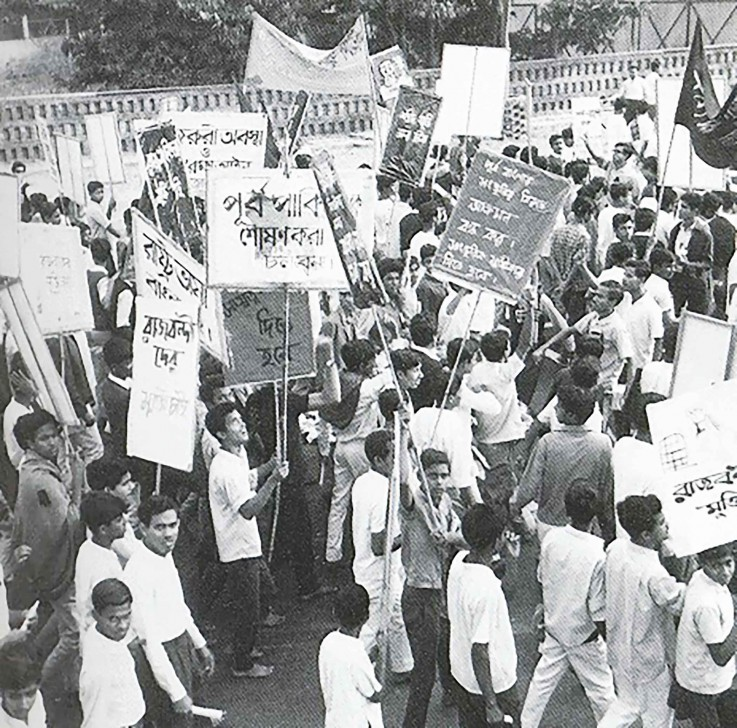
1969年东巴基斯坦起义

1969年东巴基斯坦起义（直译：「69’s Mass uprising」 ）是1969年东巴基斯坦進內爆發的一场群眾抗議。當時东巴基斯坦的人民上街抗議反对巴基斯坦总统阿尤布·汗的統治以及巴基斯坦政府对孟加拉国人民联盟领导人谢赫·穆吉布·拉赫曼的起訴（罪名是煽动叛乱） 。受抗議影響，最終谢赫·穆吉布·拉赫曼獲釋。 